# 宮田亮平

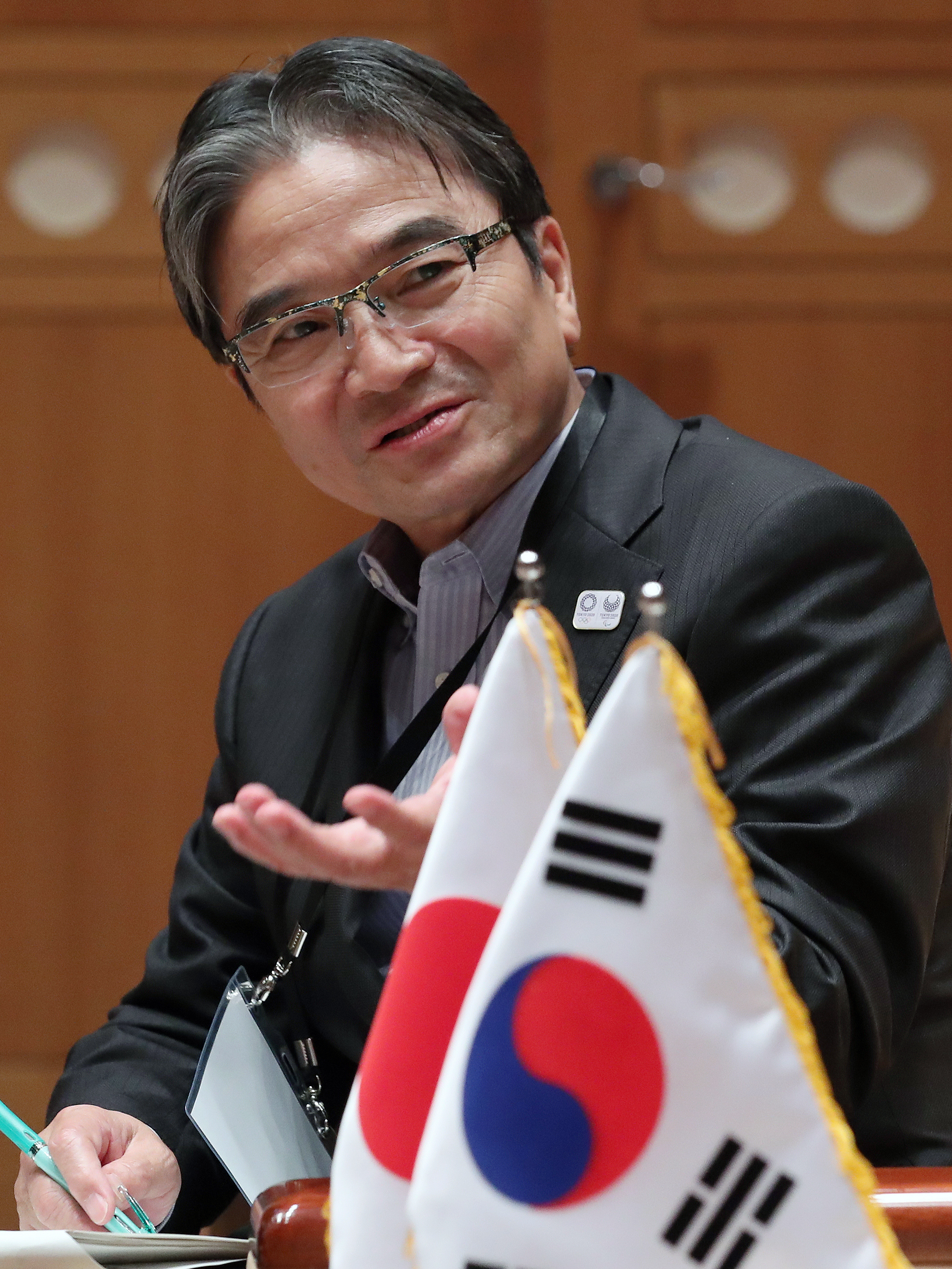
宮田亮平（2016年）

宮田 亮平（みやた りょうへい、1945年6月8日 - ）は、日本の金属工芸家。第22代文化庁長官、第9代東京藝術大学学長。同名誉教授。パチンコ・パチスロ社会貢献機構代表理事。パソナグループ社外取締役。公益社団法人日展理事長。文化功労者、日本芸術院会員。

## 来歴
新潟県佐渡市出身。佐渡に伝わる金属工芸「蝋型鋳金」技術保持者の二代目宮田藍堂（みやた らんどう）の三男。初代藍堂は祖父、三代目藍堂は長兄で元・東京藝大工芸科教授の宮田宏平（1926年 - 2007年）、次兄はデザイナーで三重大学名誉教授の宮田修平。兄二人、姉四人を持ち、家族全員芸術家の一家に育つ。長女は金属工芸家の宮田琴（東京藝大工芸科卒）。金属工芸家の山下恒雄（やました つねお、東京藝大工芸科名誉教授）の指導を受けた。
東京藝大工芸科教授として鍛金技法研究の指導に当たる一方、金属工芸家としても世界的に活動。東京藝大学長選挙時には、同郷の佐渡出身であった三浦小平次（人間国宝）を中心とした新潟県人や身内で学内を統制し、学長となる。日本のみならずドイツ・イスラエル・韓国・中国などで展覧会が催されている。
代表作にイルカをモチーフにした「シュプリンゲン（Springen）」シリーズがある。故郷の佐渡島から上京する際、フェリー船上から見たイルカの群れをモチーフとしたシリーズで、世界各地で展覧会が開催されている。シュプリンゲンは三越日本橋本店新館エンブレムにも採用されている。
かつてはカーデザイナーに憧れがあり、後に江戸開府400年記念コンセプトカーのトップマークのデザインもした。
2016年から文化庁長官に就任。2019年に「あいちトリエンナーレ2019」への補助金不交付問題が発生し、前任の文化庁長官だった青柳正規は、不交付を求められれば「自分だったらもちろん辞めてます」と宮田の姿勢を批判した。
2019年、太刀安綱(庄内藩酒井氏伝来)の重要美術品認定を取り消し。日本国外に移出。
2010年3月から横綱審議委員会委員を務めた。2019年1月場所を途中休場した白鵬について「白鵬は本当にケガをしたのかね？　そういう負け方に見えましたか？　負けが込んだから休むというのは、どうなのか」と仮病を疑うような発言をした。
2020年1月27日、5期10年の任期を満了し、横綱審議委員を退任した。
2021年3月、文化庁長官退任。6月パチンコ・パチスロ社会貢献機構代表理事。8月パソナグループ取締役。
2022年4月、美術館連絡協議会会長に就任。7月、国立工芸館顧問に就任。
2023年3月、日本芸術院会員。
2023年11月、文化功労者。

## 経歴
- 1964年（昭和39年）3月 - 新潟県立佐渡高等学校卒業。
- 1970年（昭和45年）3月 - 東京藝術大学美術学部工芸科卒業。
- 1972年（昭和47年）3月 - 東京藝術大学大学院美術研究科（工芸・鍛金専攻）修士課程修了。
- 1973年（昭和48年）
  - 3月 - 東京藝術大学美術学部研究生卒業。
  - 4月 - 東京藝術大学美術学部非常勤講師に就任。
- 1984年（昭和59年）4月 - 東京藝術大学美術学部工芸科鍛金研究室助手に就任。
- 1988年（昭和63年）4月 - 東京藝術大学美術学部工芸科鍛金研究室講師に就任。
- 1990年（平成2年）4月 - 東京藝術大学美術学部工芸科鍛金研究室助教授に就任。
  - 1990年（平成2年）から1991年（平成3年） - 文部省在外研究員としてドイツに約1年派遣。
  - ハンブルク美術工芸博物館（英語版）にて研修。
- 1997年（平成9年）4月 - 東京藝術大学美術学部工芸科鍛金研究室教授。
- 2001年（平成13年）4月 - 東京藝術大学美術学部長。
- 2004年（平成16年）4月 - 東京藝術大学理事（教育担当）・副学長（教育担当）。
- 2005年（平成17年）12月 - 東京藝術大学学長就任。
- 2010年（平成22年）4月 - 東京藝術大学学長に再任（二期目）[16]（任期は2010年（平成22年）4月1日から2016年（平成28年）3月31日）。
- 2015年（平成27年）12月 - 東京藝術大学学長に再任内定（三期目）[17]（任期は2016年（平成28年）4月1日から2022年（令和4年）3月31日）、後に辞退[18]。
- 2016年（平成28年）2月 - 第22代文化庁長官に就任[19]（任期は2016年〈平成28年〉4月1日 - 2018年〈平成30年〉3月31日）[20][21]。
- 2016年（平成28年）4月 - 東京藝術大学名誉教授兼顧問。
  - 文化庁長官再任（2018年〈平成30年〉4月1日 - 2021年〈令和3年〉3月31日）。
- 2021年（令和3年）6月 - パチンコ・パチスロ社会貢献機構代表理事[22]、経営共創基盤顧問（アドバイザリーボードメンバー）[23]。
- 2021年（令和3年）7月 - 長岡造形大学客員教授。
- 2021年（令和3年）8月 - パソナグループ取締役[11]。
- 2022年（令和4年）4月 - 美術館連絡協議会会長。
- 2022年（令和4年）7月 - 国立工芸館顧問。
- 2023年 (令和5年) 3月 - 日本芸術院会員。

## 受賞歴
- 1970年
  - 第24回「二紀展」彫刻部奨励賞
  - 東京藝術大学安宅賞
- 1971年
  - 第25回「二紀展」彫刻部奨励賞
  - 「二紀展選抜展」佳作賞
- 1972年 - 第11回「日本現代工芸美術展」大賞 および 読売新聞社賞、日本TV賞
- 1979年 - 第18回「日本現代工芸美術展」文部大臣賞
- 1981年 - 第13回「日展」特選
- 1985年 - 「西武工芸大賞」奨励賞
- 1996年 - 「国際ジュダイカ・デザイン・コンペティション」銅賞
- 1997年 - 第29回「日展」特選
- 1999年 - 朝日「海とのふれあい賞」（朝日新聞社）
- 2004年 - 「日本銅センター賞」（社団法人日本銅センター）
- 2005年 - 第7回「瀬戸山賞」（法務省）
- 2007年 - 第46回「日本現代工芸美術展」内閣総理大臣賞
- 2012年 - 日本芸術院賞
- 2023年 (令和5年) 3月 - 日本芸術院会員。

## 主な作品所蔵
- 東京藝術大学大学美術館
- 東京都美術館
- 新潟県立現代美術館
- 富山県立山博物館
- 東京駅「銀の鈴」（4代目）
- 日本橋三越新館エンブレム
- 神田明神
- 根津神社
- 日枝神社
- 大邱大学校（韓国）
- 中央学院大学

## 社会活動
- 日展会員・審査員
- 現代工芸美術家協会理事・審査員
- NPO工藝文化研究所理事
- 文化審議会委員（副会長）
- 横綱審議委員会委員（2010年3月 - 2020年1月）
- アジア・ゲートウェイ戦略会議メンバー
- 台東区文化政策懇談会委員
- たいとう観光大使
- 東京2020エンブレム委員会委員長[24]
- 2016年リオデジャネイロオリンピック閉会式「フラッグハンドオーバーセレモニー」検討メンバー（アドバイス担当）[25][26]
- 東京オリンピック・パラリンピック競技大会組織委員会ブランドアドバイザリーグループ・メンバー[27]
- 東京2020大会マスコット選考検討会議座長[28]